# Chmielewo (Kruklanki)
Pour les articles homonymes, voir Chmielewo.
Chmielewo est un village polonais de la voïvodie de Varmie-Mazurie, dans le powiat de Giżycko.